# Friedrich Schleiermacher

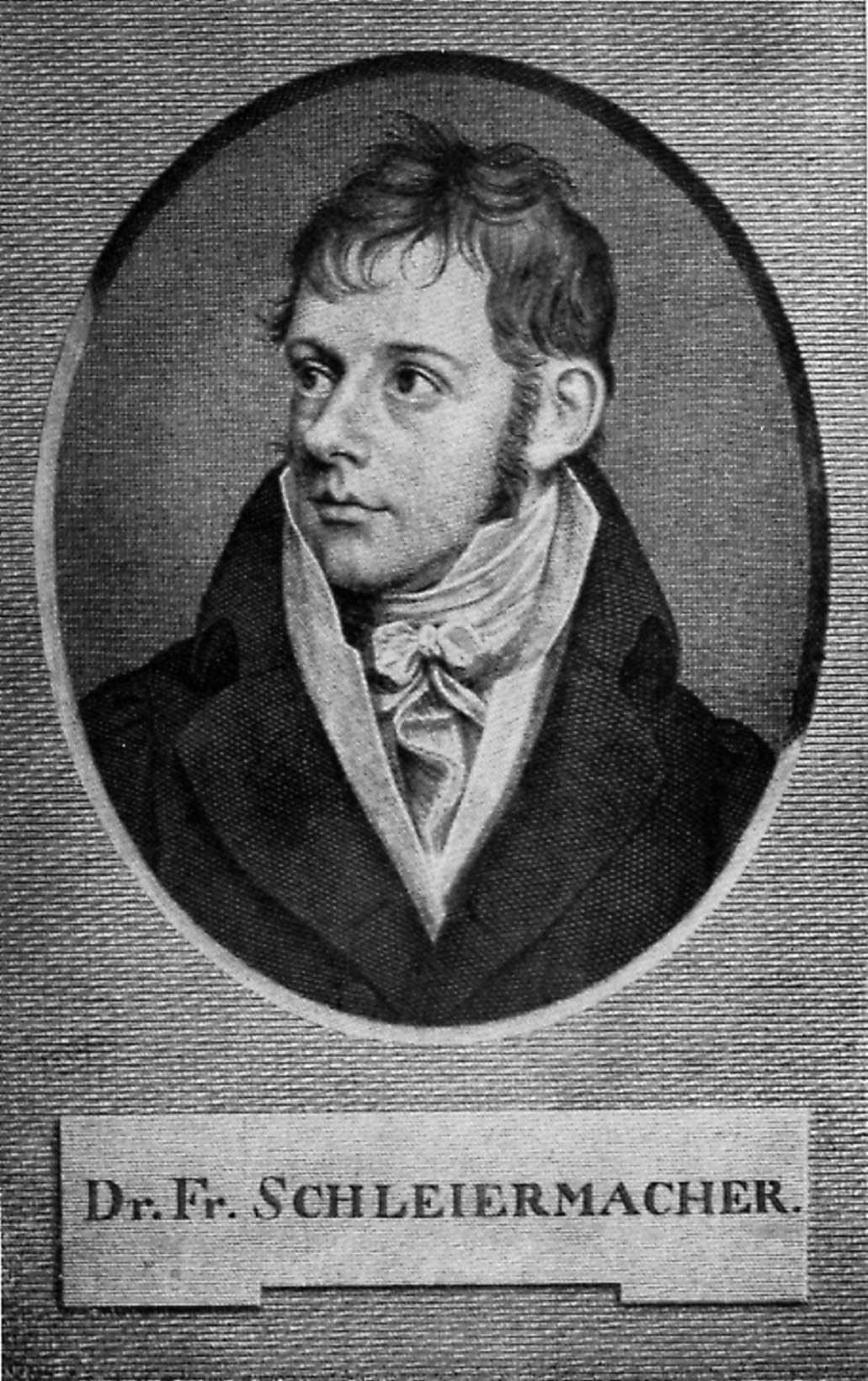
Friedrich Schleiermacher

Friedrich Daniel Ernst Schleiermacher (Breslau, 21 de novembro de 1768 – Berlim, 12 de fevereiro de 1834) foi pregador em Berlim na Igreja da Trindade e professor de Filosofia da Teologia na Universidade de Berlim. Traduziu as obras de Platão para o alemão. Foi influenciado por Kant e Fichte, mas não se tornou um idealista subjetivo.

## A interpretação da religião
Friedrich Schleiermacher, teólogo e filósofo, foi contemporâneo de Johann Fichte, Friedrich Schelling, Friedrich Krause e Friedrich Hegel. Em 1797, em Berlim, conheceu Friedrich Schlegel e se uniu ao círculo dos românticos, colaborando com o Athenaeum. Posteriormente, ensinou Teologia em Halles. A partir de 1810, em Berlim Schleiermacher foi nomeado pregador da Corte e também  professor de Teologia e Filosofia na Universidade de Berlim.
As obras que lhe deram maior notoriedade foram os "Discursos sobre Religião" (1799) e os "Monólogos" (1800). Em 1822, publicou a "Doutrina da fé", que tem importância sobretudo em relação à teologia dogmática protestante. Entre 1804 e 1828, traduziu os diálogos de Platão. Postumamente, foram publicadas as aulas relativas à dialética, à ética e à estética, além de outros temas, dentre os quais revestem-se de particular importância a Hermenêutica, na qual se revela precursor. 
As suas doutrinas exerceram grande influência na teologia protestante e foram estudadas, com a evolução do seu espírito, por Dilthey, que dividiu em quatro períodos a sua atividade literária: a juventude (manuscritos), período da intuição (1796-1802), época crítica (1802-1806), período sistemático (1806-1834). Ao contrário de Hegel, Schleiermacher não subordina a religião à Filosofia, porque o sentimento, como unidade originária de pensamento e querer, não é abolido pelo pensamento. O sentimento da imortalidade e da fé na imortalidade fundam-se na "imortalidade da união da essência de Deus com a natureza humana na pessoa de Cristo".
Para Schleiermacher, a religião é a relação do homem com a Totalidade (com o Todo). Ora, a Totalidade e o Todo relacionam-se também com a metafísica e a moral, como ressalta Giovanni Reale. Mas isso, segundo o nosso filósofo-teólogo, foi fonte de graves equívocos, que fizeram penetrar indevidamente na religião grande quantidade de ideias filosóficas e morais. Mas a metafísica diz respeito ao pensamento que se vincula à Totalidade, ao passo que a ética diz respeito ao agir em relação à Totalidade (as simples ações vistas como "deveres" deduzidos da natureza do homem em relação com o universo).
A religião, no entanto, não é pensamento nem atividade moral. É intuição e sentimento do infinito e, como tal, possui fisionomia bem precisa, que se distingue tanto da metafísica como da ética. A religião não aspira a conhecer e explicar o universo em sua natureza, como a metafísica, nem aspira a continuar o seu desenvolvimento e aperfeiçoá-lo através da liberdade e da vontade divina do homem, como a moral. A sua essência não está no pensamento nem na ação, e sim na intuição e no sentimento. Ela aspira a intuir o Universo; quer ficar contemplando-o piedosamente em suas manifestações e ações originais; quer fazer-se penetrar e preencher por suas influências imediatas, com passividade infantil.
Assim, a religião se opõe a ambas em tudo o que constitui sua essência e em tudo o que caracteriza os seus efeitos. Em todo o universo, elas não vêem nada mais além do que o homem no centro de toda relação, como condição de todo ser e causa de todo devir; esta, porém, tende a ver no homem, não menos que em todas as outras coisas particulares e finitas, o infinito, a imagem, a marca, a expressão do Infinito." E mais: "A intuição do Universo (...) é a pedra angular de todo o meu discurso, é a fórmula mais universal e mais elevada da religião, através da qual podeis descobrir todas as suas partes, e se podem determinar a sua essência seus limites do modo mais exato. Toda intuição deriva da influência do objeto intuído sobre o sujeito que intui, da ação originária e independente do primeiro, que é acolhida, compreendida e concebida pelo segundo, em conformidade com a sua natureza".
A ação do infinito sobre o homem, portanto, é a intuição. E o sentimento é a resposta do sujeito: é o estado de espírito, ou seja, a reação da consciência. Este sentimento que acompanha a intuição do infinito é sentimento de total dependência do sujeito em relação ao infinito. O sentimento religioso, portanto, é sentimento de total dependência do homem (finito) em relação à Totalidade (infinita). 
Essa ideia básica vale, como diz Schleiermacher, para todas as formas de religião. Mas, com o passar dos anos, ele também acabou por privilegiar o cristianismo. Cristo passou a aparecer-lhe sempre mais como o Mediador e o Redentor e, portanto, acabou por assumir aos seus olhos aquelas características divinas que ele negara inicialmente, como sustenta Reale.
Na sua "A Fé Cristã" (1821-1822), Schleiermacher fez uma formulação sistemática da cristologia, segundo a qual Jesus é o Urbild, a imagem originária do que o homem é antes da queda. No entanto, Tillich considera sua formulação mais completa, pois para ele o Novo Ser não é somente o Urbild, o homem essencial, o homem perfeito, ideal da consciência religiosa, e sim o homem novo, aquele que participa da existência e vence sua alienação. No "A FLuteé Cristã", portanto, é traçada uma nova síntese entre fé e cultura e entre teologia [protestante] e filosofia.
Dessa forma, por ser todo o seu pensamento profundamente cristocêntrico, Schleiermacher afirma que o cristão tem consciência de depender de algo superior, sobrenatural, derivando-se daí sua consciência ética, uma vez que tudo está subordinado àquela sensação religiosa, que, enfraquecendo-se, gera o pecado, fortalecendo-se, gera a graça.

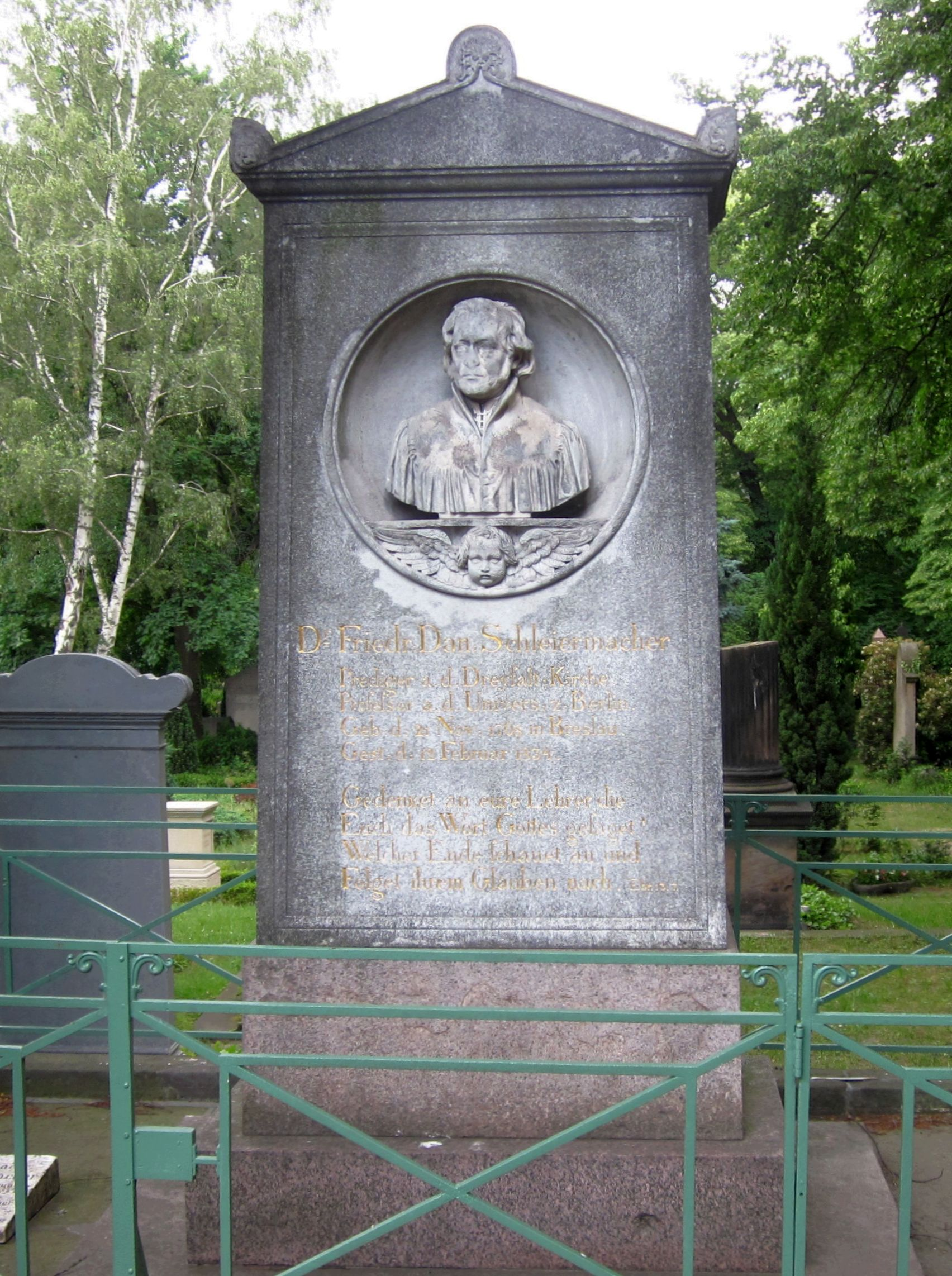
Sepultura de Friedrich Schleiermacher no Dreifaltigkeitskirchhof II em Berlim

Para ele o cristão pergunta a si mesmo continuamente: o que deve ser, à luz da consciência cristã? Assim, ele harmonizou as concepções do protestantismo com as convicções da burguesia culta e liberal. Foi considerado radical pelos ortodoxos e visionário pelos racionalistas, mas influenciou, mais do que qualquer outro teólogo, o pensamento protestante do século XIX.
Rosino Gibellini comentando a hermenêutica de Schleiermacher diz que ela pode muito bem ser aplicada na Religião para se entender a vida espiritual: "As ciências do espírito compreendem um fato espiritual, quando decifram seu sentido inserindo-o numa conexão significativa. A compreensão da vida espiritual, expressa e estabelecida em documentos escritos, é possível quando quem compreende e interpreta toma por base a expressão (Ausdruck) linguistístico-literária e chega à própria experiência espiritual (Erlebnis) do autor, revivendo-a na identificação (mitfuhlendes Nacherleben). Do mesmo modo que pode ser objetivada em documentos escritos, a vida espiritual também pode ser revivida no processo e interpretada.
A concepção que Schleiermacher tem de Deus, baseada no sentimento de dependência absoluta, de Deus como unidade absoluta do ideal e do real, enquanto no conceito do mundo se manifesta a unidade relativa do ideal e do real, obriga a concluir que nao há identidade entre Deus e o mundo, mas também que Deus não é pensável separado do mundo. Esta concepção tem raízes em Plotino e nalguma mística cristã e é atribuída a Schleiermacher, que, de fato, procura eliminar a contradição entre panteísmo e teísmo.
Schleiermacher, dentre outros, concebe Deus, para além do naturalismo e do sobrenaturalismo, como o "ser-em-se", como "o fundamento criador de tudo que existe", como "a potência incondicionada e infinita do ser". Entretanto, para o naturalismo Deus está no mundo e, por outro lado, para o sobrenaturalismo Deus está acima do mundo.
Por fim, a religião para Schleiermacher é uma relação do homem com a totalidade, é intuição e sentimento do infinito. A religião, assim, aspira a intuir o universo, tende a ver no homem, e em todas as outras coisas finitas, o infinito, a imagem, a marca, a expressão do infinito: a ação do infinito sobre o homem é, portanto, a intuição, e a resposta do sujeito é o sentimento de total dependência do infinito.

## Escritos

### Edições completas e selecionadas
- Sämmtliche Werke. Reimer, Berlim 1834–1864 (Seção I: Zur Theologie, 11 volumes, 1835–1864, dois volumes planejados não foram publicados; Seção II: Predigten, 10 volumes, 1834–1856; Seção III: Zur Philosophie, 9 volumes, 1835–1862). Jonas (ed.): Dialektik. 1839; archive.org.
- Aus Schleiermachers Leben. In Briefen. Ed. por Ludwig Jonas e Wilhelm Dilthey. Quatro volumes. Reimer, Berlim 1860–1863 (Reimpressão de Gruyter, Berlim 2019)
- Werke in Auswahl. Ed. por Otto Braun e Johannes Bauer. 4 volumes. Leipzig 1910–1913 (= Philosophische Bibliothek, 136–139). Reimpressão posterior: Aalen 1981
- Kleine Schriften und Predigten. Ed. por Hayo Gerdes e Emanuel Hirsch. Três volumes. de Gruyter, Berlim 1969/70.
- Kritische Gesamtausgabe. Walter de Gruyter, Berlim / Nova York 1980 ff. (Seção I: Schriften und Entwürfe, 15 volumes em 18 partes, 1980–2005; Seção II: Vorlesungen, até agora 10 volumes em 11 partes, 1998 ff.; Seção III: Predigten, 15 volumes, 2011–2018; Seção IV: Übersetzungen, até agora 4 volumes, 2016 ff.; Seção V: Briefwechsel und biographische Dokumente, até agora 16 volumes, 1985 ff.)
- Texte zur Pädagogik. Kommentierte Studienausgabe. Ed. por Michael Winkler e Jens Brachmann. Dois volumes. Suhrkamp, Frankfurt am Main 2000.

### Edições individuais importantes
- Hermeneutik und Kritik. Reimer, Berlim 1838. (Digitalisat und Volltext im Deutschen Textarchiv)
- Monologen. Meiner, Hamburgo 1978, ISBN 3-7873-0441-X.
- Über die Religion. Ed. por Andreas Arndt. Meiner, Hamburgo 2004, ISBN 3-7873-1690-6.
- Über die Religion. Edição de estudo sinóptica das versões textuais 1799, 1806 e 1821. Ed. por Niklaus Peter, Frank Bestebreurtje e Anna Büsching, Theologischer Verlag Zürich, Zurique 2012, ISBN 978-3-290-17626-6.
- Über die Philosophie Platons. Ed. por Peter M. Steiner com contribuições de Andreas Arndt e Jörg Jantzen. Meiner, Hamburgo 1996, ISBN 978-3-7873-1270-2.
- Ethik (1812/13). Ed. por Hans-Joachim Birkner. Meiner, Hamburgo 1990, ISBN 3-7873-0971-3.
- Dialektik (1811). Ed. por Andreas Arndt. Meiner, Hamburgo 1986, ISBN 3-7873-0670-6.
- Dialektik (1814/15). Ed. por Andreas Arndt. Meiner, Hamburgo 1988, ISBN 3-7873-0721-4.
- Dialektik. Ed. por Manfred Frank. Dois volumes. Suhrkamp, Frankfurt am Main 2001, ISBN 978-3-518-29129-0.
- Die Weihnachtsfeier. Ein Gespräch. Manesse, Zurique 1989, ISBN 3-7175-8155-4.
- Hermeneutik und Kritik: mit einem Anhang sprachphilosophischer Texte Schleiermachers. (= Suhrkamp-Taschenbuch Wissenschaft. 211). Ed. por M. Frank. Suhrkamp, Frankfurt am Main 1977, ISBN 3-518-27811-8.
- Bruchstücke der unendlichen Menschheit, Fragmente, Aphorismen und Notate der frühromantischen Jahre. Ed. por Kurt Nowak. Union Verlag Berlin, 1984.
- Pädagogik. Die Theorie der Erziehung von 1820/21 in einer Nachschrift. de Gruyter, Berlim 2008 (de Gruyter Texte).
- Ästhetik (1832/33). Begriff der Kunst. Ed. por Holden Kelm. Meiner, Hamburgo 2018, ISBN 978-3-7873-3137-6.

## Livros em Português
- Hermenêutica - Arte e Técnica da Interpretação. Petrópolis: Vozes, 2010.
- Hermenêutica e Crítica. Vol. 1, Ijuí: UNIJUÍ (RS), 2005.
- Sobre a Religião. São Paulo: Fonte Editorial, 2000